# Потенштајн (Горња Франконија)
Потенштајн (њем. Pottenstein) град је у њемачкој савезној држави Баварска. Једно је од 33 општинска средишта округа Бајројт. Према процјени из 2010. у граду је живјело 5.362 становника. Посједује регионалну шифру (AGS) 9472179.

## Географски и демографски подаци
Потенштајн се налази у савезној држави Баварска у округу Бајројт. Град се налази на надморској висини од 368 метара. Површина општине износи 73,3 km². У самом граду је, према процјени из 2010. године, живјело 5.362 становника. Просјечна густина становништва износи 73 становника/km².